# Марија Угарска
Марија Угарска (мађ: Mária ‹màariå›, девојачки Марија Анжујска, почетак 1370 — крај јуна 1395) била је угарска краљица од 1382. до 1385. и од 1386. од своје смрти. Отац јој је био Лајош I Анжујски, краљ Угарске и Пољске, а мајка Јелисавета Котроманић, ћерка босанског бана Стефана II Котроманића. Године 1379. верила се са сином Карла IV, цара Светог римског царства, Жигмундом. После очеве смрти наследила је круну Светог Стефана, али је Пољацима била несимпатична, а посебно њен вереник Жигмунд Луксембуршки, због чега је укинута персонална унија са Пољском, а Маријина млађа сестра Јадвига, је постала пољска краљица. Тада се распала анжујска империја и уследиле су године крвавих краљевских драма и љутих страначких борби.
Марија је целе своје владавине, због своје малолетности, била под регенством мајке Јелисавете, која је покушала да је уда за брата француског краља Шарла VI Лудог, Луја Орлеанског, али упркос томе Жигмунд је оженио Марију 1. новембра 1385. године.
Сукоби у јужној Угарској и напади босанског краља Стефана Твртка I Котроманића, утицали су на напуљског краља Карла, да нападне Угарску, 1385. године, натеравши Марију да абдицира, али је по Јелисаветиној наредби, Карло био убијен 7. фебруара 1386. године, али тада су се побуне у Угарској још више разбуктале, ипак је Марија тада повратила круну.
Опозициона бунтовна властела из Доње Угарске је, на путу кроз Хрватску искасапила палатина Николу I Горјнског, а Марија је тада пала у руке побуњеника заједно са Јелисаветом, која је задављена пред очима своје ћерке у тврђави у Новиграду. На крају је Жигмунд, јуна 1387. године, ослободио Марију и, уз помоћ млетачког дужда Антонија Венијера, присвојио сву власт у Угарској, не дозволивши Марији да има учешћа у власти.

## Долазак на престо
Дана 11. септембра 1382. године у Трнави, умро је угарски краљ Лајош Велики. Његовом смрћу Угарска је изгубила не само једног владара веће вредности, него и једину закониту мушку личност у династији. Његови наследници беху саме жене: удовица му Јелисавета, и две краљевске кћери Марија и Јадвига. Старија Марија беше верена са Жигмундом Луксембуршким, сином чешког краља, а немачког цара Карла IV. Она је већ 17. септембра, само дан по краљевој сахрани, у Столном Београду, била крунисана за „краља“ Угарске.
Стефан Банфи из Лендаве је као краљичин човек, за то време, био „бан читаве Славоније“ (1381-1385). Он је био син некадашњег бана Николе Банфија, и у банској части је наследио Петра Цудара, који је 1381. године постао војвода пољске Галиције (црвене Русије). Уз Стефана Банића помиње се као „бан Краљевине Славоније“.
Јелисавета се, за то време, побринула да њена кћерка од стране удаљених подручја у краљевству нпр. Далмације буде призната краљицом. У ту сврху шаље већ у јесен године 1382. године у Далмацију веспримскога жупана Јаноша Биесена. Градови далматински се бојаху, да ће у Далмацији опет превладати Млетачка република, па зато прионуше уз краљицу Марију. Са њом су далматински градови склопили и савез против свих који нападну Далмацију, а посебно против Млечана. То је, ваљда, утицало млетачког дужда Антониа Венијеа да напокон, пролећа 1383. године, призна Марију за угарску краљицу, чак се, 4. маја исте године, обавезао, да ће поштовати Турински мир из 1381. године; такође је послао посланика у Угарску да прими заклетву краљице, да ће се бринути о одржавању мира.
Мађарско племство се, потом, јавило са великим прохтевима против власти жена и нарочито против власти главног краљичиног доглавника, палатина Николе Гаре. Главни противници новог режима беху Павле Хорват, загребачки бискуп и Иваниш Хорват, мачвански бан и њихов ујак, јовановац, Иван Палижна, приор вранског манастира код Задра. Они доскора пређоше у отворене противнике краљичине и окупише око себе велик број бунтовника. Против краљице Марије они стадоше на страну њеног супарника, Карла Напуљског, који је претендовао на угарску круну као најближи мушки сродник умрлог краља. У целој Угарској настадоше смутње и борбе.
Иван Палижна, врховни побуњеник је, већ с јесени 1383. године, дигао побуну против угарске власти, у Врани. Краљица Јелисавета је одмах увиде да побуну треба што пре угушити. Зато се лично са Маријом, Јадвигом, неким бискупима и Стефаном Лацковићем II. Краљице су 15. октобра стигле у Задар и њихова војска је 28. октобра освојила Врану, а Палижна је био лишен приорске части. Краљице су ипак остале у Далмацији дуже времена, да одстране сваки траг не задовољства. За то време становаху краљице у Врани, где су са пратњом ушле 4. новембра. Затим су кренуле у тадашњу Славонију (данас северна Хрватска), где су редом, посетиле Загреб, Крижевац, Сушицу (данашњи Ђурђевац), Вировитицу и Пожегу, а потом су се фебруара 1383. године вратиле у Будим.
Краљ Лајош надао се, да ће успети, и иза своје смрти, одржати унију између Пољске и Угарске. Али Пољаци, незадовољни мађарским режимом, поставише младом Маријином веренику врло тешке услове: међу осталима и тај, да мора стално живети у Пољској. Кад је он то одбио, Пољаци изабраше за своју краљицу млађу сестру Јадвигу, која беше верена са Вилхелмом, сином аустријског војводе Леополда III; и одвојише се тако од заједнице са Угарском. Да то није ишло без тежих заплета и криза разуме се само по себи. Јадвига је 15. октобра 1384. била крунисана пољском круном са драгуљима, у Кракову. Јадвига се потом 18. фебруара удала за Јегела (Јогаилу), великог кнеза Литве, који потом утемељи нову пољску династију („Јагеловићи") и тако престаде персонална унија, која је везала Угарску и Пољску под једном круном.

## Непријатељство краља Твртка
Босански краљ Твртко је схватио значај овог положаја и хтео је да се довољно спреми за сваки случај. Већ у децембру 1382. његови су људи покушавали неке политичке преговоре са Дубровником, али нису наишли на повољан одзив. Дубровачки хроничари причају, да је краљ тада тражио од Републике једног човека, који би био врховни надзорник свих његових градова и тврђава. Радило се сигурно о неком добром познаваоцу тврђавне технике, врло лепо развијене у Дубровнику. Дубровчани, који су видели да се краљ спрема на неку већу борбу, нису смели да пристану на ту понуду. Они су се озбиљно бојали да босански краљ, који је био јака личност, не угрози њихове слободе и не предузме какву акцију. Стога су чак дали иницијативу, да се створи одбрамбени савез далматинских градова, уперен у главном против Твртка. Ти њихови поступци изазвали су краљеве привредне санкције и поново веома затегнуте односе. Као природног савезника Твртко је гледао Млечане. Од њих је тражио прве бродове за своју малу флоту и добио је 1383. год. као адмирала, с одобрењем владе, Млечанина Николу Басеја, један потпуно опремљен брод и дозволу да му се у њихову арсеналу направе још две лађе. Исте године, 30. јула, краљ је са својим наследницима добио као признање, млетачко грађанство.
Тврткове везе са Млечанима и спремање босанске флоте беше нарочито узнемирило Дубровачку републику, па и сам мађарски двор. Овај је о том несумњиво био обавештен од далматинског бана, а можда и од Дубровчана, који су врло вероватно ствар приказивали озбиљном и опасном и одређеном сигурно против угарских интереса. Угарска, у којој су већ избијали устанци и где су људи на доста страна били накострешени и готови на борбу, није могла остати незабринута ради држања босанског краља. Стога посланици краљице Марије пребацују Млетачкој републици, што помаже оружање Твртково и опрема лађе за његову флоту.
На основу данас познатих извора не може се тачно рећи да ли је и у колико је Твртко лично имао учешћа у првим мађарским нередима. Лајош је некад искористио његову младост и узео му Хум; не би сад, због тога, било никакво чудо, да Твртко искористи младост његове кћери и одузме нешто од мађарског поседа. Његово оружање 1382—1384. год. долазило је добрим делом ради тога, што се спремао с једне стране на борбе са Балшићима, а још више за акцију у Далмацији. Ми не знамо данас поуздано, ради чега се врански приор, Иван Палижна, одметнуо од угарске краљице и нећемо стога почетак његова покрета доводити у везу с агитацијом краља Твртка, по што то ничим не можемо утврдити. Али је несумњиво, да је Твртку, кад је чуо за тај покрет, дошла жеља да га искористи за своје јачање. Његова посланства и поруке Млетачкој републици 1383. год. ишла су за тим, да тамо нађе потпоре за сваки могући случај будућности. Код извесних далматинских градова опазило се још у јесен 1382, да се боје колико Млетака, толико и Твртка; а у даљем низу догађаја та је бојазан постојала све већа. Млеци су једно време били приправни да ступе у озбиљне преговоре о савезу с Угарима, у лето 1383, али су од тог одустали, кад су добили сигурне поруке, да краљ Твртко има своје неке планове и да би, можда, у скоро време требало доћи с њим до сукоба. Опрезни, Млеци стога напуштају преговоре с Мађарима, а Твртка помажу са задњом намером, да се, у борби између њега и Угара, посредно освете овим другима за недавно непријатељство, а и да се сами окористе.
Нема сумње, да је Иваниш Палижна, решен на борбу против Угара, потражио помоћи у суседа и да је ступио у везе с Твртком. Може бити, да су му војна спремања Тврткова давала наде, да може успети и храбрила га у отпору. Али босански краљ није му послао никакве стварније помоћи и Палижна је у први мах претрпео пораз. 28. октобра 1383. дошла је Врана у руке краљичиних људи. Да ли се Палижна после тог неуспеха склонио код Твртка не знамо поуздано, али није немогуће. За Твртково држање, не много пријатељско према својој родици и њеној деци дају довољно примера узнемиравања Сплита од његових људи, војна спремања на копну и мору и понашање војводе Вукца, који је с Твртковим знањем присвојио крајем 1384. град Гребен, некадашње добро Вукославића (односно Стипанића), које је било уступљено Угарима. На угарском двору учинило се као потребно спречити такве случајеве и спасти краљевину од тежих удараца са те стране. Стога краљице ступају у непосредне преговоре с Твртком. Палатин Никола Гара, некадашњи сусед краљев у Мачви и савезник против жупана Николе, после чак и кум Твртков, беше узео на се, да се нагоди с краљем. Ради тога је дошао у Босну, краљу на ноге. Угари су понудили краљу Котор и околину, али под условом да га добију као сигурног пријатеља. Твртко је на то пристао и 28. марта 1385. дао је о том и писмену потврду.

## Побуна у Хрватској
Никола Гара је хтео у својим рукама прикупити сву државну власт; зато је пред краљицама клеветао друге државне достојанственике. Када су ови дознали, да их краљице мрзе, почну спремати отпор против нове владе. Краљице су додуше успеле, да умире Угарску, али зато се спремао устанак у Хрватској, где је устанике предводио загребачки бискуп Павле Хорват. Уз њега пристадоше моћни рођаци његови, затим неки великаши, па и бивши банови: Никола Сиџи и Стефан Лацковић; и почетком јула године 1384. већ је у задру било неколико грађана против краљице. Бан је дао те грађане похватати, па их онда 8. јула мучити и убити. То уплаши друге грађане, те је истога дана градско веће у Задру положило заклетву верности према краљици.
Побуна у Хрватској је јако уплашила краљицу Јелисавету, која је већ 14. августа опомињала грађане Грича, нека се под казан „невере“ не усуде пристати уз „одметнике“. Једнако је опомињала и друге градове, као и поједине хрватске великаше, па ипак се непрестано повећавао број „одметника“. Међу новима се помињу: Стефан Франкопан, Никола Замбов, Андрија Лацковић и Стефан од Шимонторње. Да је краљица мрзела Павла Хорвата, види се по томе, што је 29. септембра исте године грађанима Загреба наложила, не ударе на Загребачки Каптол, па нека похарају све, што припада бискупу. Међутим, незадовољници саставише „лигу“ (савез), да буду јачи против краљевског двора.
Лига је одбила неустрашивог вођу, када се на јесен године 1384. године из Напуља вратио брат загребачког бискупа Иваниш Хорват, који је провео две године у мукотрпној борби са анжујским војводом, Лујем. Иваниш беше некада (1376—1381) бан мачвански, а сада се прогласио „баном читаве Славоније“.
Марија, Јелисавета и Никола Горјански су се, потом, спустили у Пожегу, где су 13. маја 1385. године измирили са хрватском „лигом“, како су незадовољници звали свој савез. Од „лигаша“ бејаху у Пожеги присутни: Иваниш Хорват, Павле Хорват, Никола Сиџи, Стефан Лацковић, Никола Замбов и Стефан од Шимонторње. „Лигаши“ су после тога јавили својим присталицама, да су краљице изравнале несугласице, које до тада постојале; зато треба од тада краљицама бити у помоћи, посебно кад се треба бранити Угарска.

## Нагодба са краљем Твртком
Кад су Млечани добили вест о том, да је постигнут споразум између Твртка и Гаре и да је краљица пристала да уступи Котор, одлучили су они 20. јула 1385, да упуте Твртку једног свог човека који би израдио код краља повељу, да њихови трговци уживају и даље сва она права и слободе, које су имали дотле. У Сутјесци, у свом краљевском двору, одобрио је Твртко 23. августа молбе Млечана. У том његовом писму он каже, да је само "dei gratia rex Rassie, Bossine, Maritimarumque parcium," а да је Котор „вечно“ добио ,per gratiam largiflue dei disposicionis et preclarissimo sororis nostre domine regine Ungarie.’ О неком његовом вазалском односу према краљици нема, како се види, ни речи. По нашем уверењу, ово мутно доба иза смрти Лајошеве било је време, кад је Твртко дефинитивно постао самосталан владар. Извесне потезе самосталне политичке акције он је правио и пре тога; – Твртко је, уопште, био природа своје воље и увек је тежио да своје послове сређује сам; – али дефинитивну одлуку, да иступи као самосталан владар, као краљ раван мађарском, он је донео онда, кад није било некакве опасности, да му то Угари могу оспоравати. Тај прекид није ни овог пута био груб; горње изјаве, које је дао Николи Гари казују јасно, да је Твртко још увек имао извесних обзира, свеједно да ли су они били више политичке или тобоже сродничке природе.

## Карло III Напуљски
Прилике у Угарској развијале су се све више у једну врсту анархије. Млада угарска краљица, која је већ била верена за Жигмунда Луксембуршког, по савету своје околине, напушта тај план и пружа руку брату француског краља Карла VI, Лују Орлеанском. То изазива напуштеног вереника на освету и у августу 1385. он са успехом продире у Угарску и осваја Њутру и Пожун, пошто је продао своја имања да би успео одржавати војску.
У шкрипцу, између две опасности, краљица Марија се враћа свом веренику и постаје његова жена (1. септембар); а да угоди опозицији Хорвата одузима моћном Гари палатинску част (октобар), а за палатина би постављен Маријин непријатељ Никола Сиџи. Дворска достојанства добише још 2 „лигаша": Никола Замбов постаде наиме благајник краљевства, а Стефан од Шимонторње краљевски коњушар.
Одметници Хорвати су дигли главу после краљичине удаје, и почињу да раде отворено за кандидата напуљског двора, Карла Драчког (хрватски херцег 1371. до 1376.), за којег су се отворено изјаснили у јулу, пошто је његова владавина остала у лепим успоменама. Карло је, на позив Павла Хорвата, пристао на освајање круне Светог Стефана, иако се 1379. године заклео покојном краљу Лајошу, да се неће отимати за угарске земље, и иако га је жене Маргарета одвраћала од тога, па чак ни папино проклетство 15. јануара 1385. године. Карло је хтео повести и свог деветогодишњег сина Ладислава, али га од тога одврати плач тужне Маргарете. Карло 14. септембра пређе из Напуља у Барлету, овде сабере нешто војске и 23. октобра укрца се на 4 лађе и 31. октобра дође у Сењ, одакле после великог славља пређе у Загреб, где неко време остаде код Павла Хорвата. За то време број његове војске је порастао. Кад је била на окупу цела војска, крену Карло у децембру из Загреба према Будиму. - Велик страх спопаде краљице Марију и Јелисавету. Оне сазваше и пре тога (8. новембра) Будимски државни сабор, на коме краљица Марија 15. новембра потврди права и повластице сталежа и редова, само да себи осигура помоћ племства и великаша. Угари су додуше Жигмунда истог дана изабрали за „старатеља и управитеља краљевства"; али Жигмунд се није налазио у Угарској, него у Чешкој.
Изгледало је чак једно време, да се беху обе краљице измириле са самим напуљским принцем, Карлом, и признале га, у самом Будиму, као гувернера краљевине. За то време, Жигмунд се налазио у Светом римском царству тражећи помоћ од полубрата и краља Римљана Вацлава Луксембуршког. У ствари, на све су се стране плеле подле сплетке. По доласку у Будим краљице су, у знак срдачности, пољубиле Карла у чело и цео сат са њима љубазно разговарале. Дочепавши се Будима и учврстивши се на новом положају, државним сабором (25. децембар), Карло се крунише за краља у Столном Београду, острогонски бискуп Димитрије. Кад је карло после крунисања кренуо ка Будиму преломила се његова застава, коју су пред њим присталице носиле. То је је за Угаре био „лош знак“, као и олуја која је беснела после тога.
Карло је наравно наградио оне великаше, који су му помогли да се докопа престола; Иваниша Хорвата именује „баном читаве Славоније“, а Иван Палижна постаде „бан Хрватске и Далмације“, али наскоро је стекао Карло и велике противнике, који су за време владавине Марије Анжујске уграбили разна добра. Ови се великаши стану окупљати око „бившег“ палатина Николе Гаре.
Карло је дозволио да Марија са мајком станује у, сада већ, његовом двору, често их је посећивао, па чак је заповедио да им дворјани исказују краљевске почести. Краљ беше толико неопрезан да је краљицама дозвољавао да се састају са својим присталицама, којима је врховни вођа био Гара, што је поспешило његову пропаст. Никола, потом, разгласи, да полази у Славонију, пошто ће се у Горјану удавати кћер његова, и са великом војском, која ће га пратити, провали 7. фебруара у краљевски двор да се опрости од краљица, али Гара уопште није ишао у Горјан, него је остао у Будиму.
Карло је већ био потиснуо и младу краљицу и њену мајку. Али ове, нарочито краљица мајка, препредене и енергичне, спремају освету. Позвавши краља у двор, на договор о деловању против Жигмунда; оне су га у ствари довеле у већ спремљену заседу. 7. фебруара, шетајући из собе краљице Марије и Јелисавете, Карло је дошао у једну дворану, где су се окупили Гарини људи. Кад се Карло случајно окренуо према Јелисавети, Гара да знак Блажу Форгачу, који је пришао, усред разговора краљева са краљицама, краљу иза леђа и задао, с мачем, тешке ударце преко главе. Од тих силних удараца Карлу је напукла лобања. Кад су Карлови телесни стражари чули вику дотрчаше у дворану, где су тешко ранили Форгача. Уз помоћ велике војне силе Гара поби стражаре. На глас о томе људи стадоше будимским улицама викати:
Живела краљица Марија!
Иваниш Хорват видеше да је отпор немогућ, већ сутрадан са својим четама, напушта Будим и одлазе у Хрватску. Кару је из дана у дан било све горе, па је 14. фебруара замолио краљице да га пребаце у Вишеград, што су ове и учиниле. Потом је од ране, коју је добио 7. фебруара Карло умро 24. фебруара. Неки историчари тврде, да је био отрован; други пак тврде, да су га краљице дале задавити, јер се бојаху, да је могао преболети своје ране.

## Жигмунд Луксембуршки као краљ

### Долазак на престо
Краљева погибија узбуни све његове присталице. Хорвати дигоше праву буну и беху спремни и на најгоре. Сва Хрватска и Славонија беху запаљене. Јелисавета и Марија, које су сматране крвницима биле су омрзнуте. Сви противници су мање-више били исти, али овај пут је Стефан Лацковић стао уза краљицу. Зато се Жигмунд сада отворено одлучио за своју жену, али се томе, да Жигмунд ступи на престо, успротивила Јелисавета. Нато он провали у Угарску из Бохемије и Моравске, па допре до града Ђура, али Жигмундове планове осујетио је његов полубрат Вацлав IV, који се у преговорима са Јелисаветом изборио за град Тренчин, жупанију Гвозд, па и за она имања, која је имао Маријин стриц Иштван, хрватски херцег.
Потом, на наговор Николе Гаре да колико-толико умире побуну кренуше у јулу обе краљице у те области, и то најпре у Ђаково, где је било босанско бискупско седиште, а одатле на сигурније Гарин Горјан близу Осека. Пратили су их Блаж Форгач, Никола Горјански, Никола Горјански Млађи и Јанош Горјански. Неопрезне, краљице су на тај пут пошле с доста малом пратњом. Њиховим противницима, Иванишу Палижни, Иванишу Хорвату и Ладиславу Хорвату, после крваве борбе, пође за руком, да на том путу краљице ухвате, а њине присталице, с Гаром и Форгачом заједно, на месту поубијају (25. јула). Јаношу Маровићу и Николи Млађем, пак пође за руком да побегну.
Кад су поубијане краљичине присталице и, када су Хорвати продрли до Марије и Јелисавете. Иваниш Хорват је веровао да је Јелисавета убила краља Карла. Нато краљица Јелисавета клекну пред Иваниша Хорвата, па га са склопљеним рукама поче молити бана да не погуби краљицу Марију, окривљујући за све покојног Николу Гару.
Ово преклињање је гласило овако:
Смилуј се, бане! Ја сам одговорна за овај злочин. Мој сукривац, који га је извео, погибијом својом је окајао грех свој. Немој се осветити недужној кћери мојој!
Иваниш Хорват даде краљице затворити у Гумник (данас Босиљево код Чазме), где је била тврђава Павла Хорвата. Затворени великаши буду пак заточени у Чаковцу, Пожеги и Орљави (данас Ориовац) и у Почитељу.
Покољ код Горјана добро дође Жигмунду, који је тада полетео у Угарску да преузме престо. Већ 5. септембра беше Жигмунд у Столном Београду, делећи феудалцима разне повластице, па су они прешли на његову страну. Уз Жигмунда је највише било Маријиних присталица, који су се надали да ће Жигмунд ослободити краљице из ропства. Жигмунд тада постаде „управитељ“ и „капетан“ краљевине Угарске; и као такав настојао је угушити хрватску буну. Ради тога он именује северинског бана Ладислава од Лученца за генералног капетана краљевина Славоније, Далмације и Хрватске, а Николу Горјанског Млађег за мачванског бана.
После тога је, крајем године Жигмунд кренуо у рат против Хорвата.
После извесног времена заробљене краљице беху доведене у Новиград код Задра и заточене. Ту је краљица мајка, на очи своје кћери, била задављена средином јануара 1387, на глас да је Жигмунд пошао да их спасава. Марија је касније о томе приповедала у једној својој повељи 14. септембра 1387. године.
После овога је краљичино мртво тело тајно пренесено у Задар и онде покопано у цркви Светог мученика Хрисогона Никејског. То остаде до 16. јануара 1389. године, када је лађом превезено до Обровца, а даље у колима преко Лике и Загреба у Столни Београд, где је сахрањено у дворској гробници. Овим убиством Хрвати су се осветили Јелисавети за убиство краља Карла, али можда су тиме хтели застрашити Жигмунда, да њихов народ пусти на миру, а ако неће да иста судбина стигне и Марију.
Жигмунд је, за то време, (10. јануара 1387. године) боравио у Копривници, а касније у Дубрави; ипак се наскоро вратио у Угарску, препустивши бану Ладиславу борбу са устаницима.
У исто време, кад се Жигмунд одлучио на тај корак, спремала се и хрватска војска да на јуриш узме град Загреб, чији је доњи град, Грич, држао Ладислав од Лученца. Последње недеље фебруара пошле су тамо чете Иваниша Хорвата и Ивана Палижне, којима се домало придружио и босански војвода Хрвоје Вукчић с братом Вуком. Нема сумње, да је он то могао учинити само по Твртковом пристанку. Овај се, дакле, одлучио на активну политику у Хрватској, желећи да из те мутне мађарске ситуације извуче користи за своју државу. За то време Ладислав је порушио бедеме Каптола, али почетком марта читав Загреб је већ био у рукама славонске и босанске војске, а кроз мало времена готово и сва остала Хрватска и Славонија. У Мачви, где је Иван Хорват био донедавно бан, јавио се, исто тако, или је био изазван бунтовни покрет, који је живо помагао и кнез Моравске Србије Лазар Хребељановић. Њему су ове прилике дале могућности, да се ослободи мађарске врховне власти и да покуша проширење својих поседа на северу. И у овом питању, дакле, није било разлике схватања између кнеза и Твртка.
За то време 22. фебруара, из Задра, је за Напуљ отпловило посланство, које је водио загребачки бискуп Павле Хорват, зато је уплашена Млетачка република послала изасланика Панталеона Барбоа, који је, мукотрпним радом, великаше склоне Републици, наговорио да за свог владара изаберу двадесетогодишњег Жигмунда. Одмах потом Жигмунд пође у Столни Београд где га је, 31. марта, веспримски бискуп Бенедикт, крунисао круном Светог Стефана.
Жигмунд је, сада као „божјом милошћу краљ Угарске, Далмације и Хрватске“ позвао становнике Далмације и Хрварске да се клоне Иваниша Хорвата и Ивана Палижне. Чини се да је позив дошао прекасно, јер су устаници освојили целу Хрватску, Далмацију и Славонију, као и делове Мачванске и Северинске бановине.
Жигмунд је читав живот провео у борби и смелим подвизима; био је више витез авантуриста него државник са далеким погледом.

### Ослобађање краљице Марије
Први је Жигмунд у помоћ прискочио крчки кнез Иваниш Франкопан. Он му јави, да ће спасити краљицу Марију, ако му краљ пошаље копнену војску и набави помоћне лађе. Жигмунд оберучке прихвати тај позив, па 9. априла замоли Млечане, да на далматинску обалу пошаљу 2 галије, које су Хорватима спречиле Маријин превоз у Напуљ. Млечани потом опремише 24 галије побојавши се савеза Хорвата са напуљским двором; потом позваше и далматинске градове да буду верни угарском краљу. Том се позиву 30. априла одазвао Сплит, 2. маја Трогир, а 3. маја Шибеник.
После овог је Франкопан склопио савез са крбавским кнезовима Курјаковићима, са којима је средином маја провалио у Почитељ, где се Иван Палижна налазио са неким, заробљеним угарским великашима. Дуго се Палижна храбро бранио; ипак мораде напокон због оскудице хране узмакнути у Новиград. Иваниш ослободи заробљене великаше међу којима се налазио и бивши мачвански бан Стефан Корођ, те пође опседати Новиград, где су га с морске стране помагали Млечани. Поново због оскудице хране, Палижна је био присиљен на узмак, али сада хтеде преговарати, али не хтеде преговарати са Франкопаном, него је почео преговоре са Ђованијем Барбадиком, млетачким војводом, који му обећа, да ће имати личну слободу, ако им преда краљицу живу. Нато Палижна отвори Млечанима градска врата, па потом, 4. јуна побеже у Врану.
Краљица потом оде у недалеки Нин, одакле 8. јуна пошаље посланство у Задар. Потом се 15. јуна пребаци у Сењ, где прими млетачке изасланике 19. јуна, па се захвали Млечанима 30. јуна и дужду препоручи Барбадика за „свог витеза“. Краљица напокон 1. јула напусти Сењ и оде Загреб, где ју је 4. јула сачекао Жигмунд.
Марија и Жигмунд су остали у Загребу месец дана. Становали су у краљевском двору, који је 1335. године дао саградити Маријин деда, краљ Карло Роберт. После тога Жигмунд оде из Загреба у Копривницу, одакле 7. августа поседима награди Загреб. Потом оде у Крижевац, где се налазио већ сутрадан. Одавде је краљ ударио на Босиљево, које је убрзо пало. После тога се настанио у Чазми, где остаде до 23. августа, а онда се врати у Угарску.

### Победе над побуњеницима
Али у брзо се јавља мађарска реакција против браће Хорвата. Млечани, којима никако није ишло у рачун, да се напуљски двор учврсти и на источној страни Јадранског мора, употребили су од неког времена сву своју вештину, да у Угарској појачају странку Жигмундових пријатеља. Угари сами, осетивши опасност од побуне, прегоше да је угуше што пре. Гарин син, Никола II, зет кнеза Лазара и нови мачвански бан, и храбри Стефан Корођ, бивши мачвански бан, поведоше енергичну акцију да освете дотадашње поразе и сломију бунтовнике. У борби код Черевића, на Фрушкој гори, Гара, доиста, разбија Хорвате. Ивана, који се беше повукао у Пожегу, натера на предају и зароби; а другог Хорвата Ладислава, који се пожурио да доведе помоћне чете од кнеза Лазара, потражи у самој Мачви и разби у више сукоба. Док је Гара ратовао по Мачви утекао је Иван, уз помоћ Стефана Лацковића и Стефана од Шимонторње, да нађе уточиште код краља Твртка.
У овом сукобу Никола је ослободио Илок, па чак је и Стефана Лацковића и Стефана од Шимонторње привукао на своју страну.

### Држање краља Твртка
Твртко је у ово време био већ потпуно опредељен противник краљице Марије. Као нови кандидат за мађарски краљевски престо би истакнут млади Ладислав, син убијеног Карла. По тог новог кандидата, ког је с хрватским бунтовницима помагао и Твртко, кренула је у другој половини фебруара 1387. једна хрватска депутација у Напуљ, на челу са загребачким бискупом Павлом Хорватом.
Потиснути у Славонији, хрватски бунтовници се почеше да купе око краља Твртка. У њ. су полагали сву наду. Његов је положај био сличан донекле положају Павла Шубића на почетку XIV века. Као и Шубић и он је био најсилнији господар на јадранској обали, и господар, који је поред Приморја имао и Босну и тако са две стране могао да утиче на мађарске ствари. И као што је некад судбина Карла Роберта била готово у рукама моћнога Павла, тако је сада судбина принца Ладислава зависила од држања краља Твртка.

#### Долазак краља Твртка у Далмацију
Први далматински град, који је у тој кризи пришао краљу Твртку, беше град Клис, огњиште Шубићеве породице. Грађани су понудили краљу свој град под условом, да им призна сва права и повластице, које су раније добили од Шубића и уживали све до тада. 22. јула 1387. Твртко је оберучке прихватио понуду и дао посланицима и писмену потврду о том. Добивши тако, без муке, тврди клишки град, Твртко је одмах одлучио, да своје поседе у Далмацији прошири и да започето дело настави што скорије, док траје општи заплет. Чим је добио Клис Твртко је у њ послао своју војску и спремао се, да је одмах упути и даље. Сплићани, који су били први на ударцу, препадоше се много од те могућности. На дан 1. августа састаде се њихово градско веће и одлучи, да одмах пошаље у Босну свог грађанина, истоименог унука хроничара Миха Мадијева. Инструкција, која му је била издата, гласила је, да иде краљу и да га поздрави ,cum omni humilitate’, и да му препоручи град Сплит, који га, после свог законитог владара, сматра за најважније лице. Ако буде краљ упутио своју војску против Сплита, нека Михо настоји одвратити га од даљих непријатељстава указивањем на сплитску оданост и на спремност, да изврше све његове наредбе сем оних које би их гониле на неверство према угарској круни. Али пре него што је спљетски (сплитски) посланик могао кренути на босански двор, већ 2. августа напала је босанска војска спљетско подручје, не ударајући на сам град. Напад босанске војске није имао карактер правог рата; и Клајић има право кад верује, да је Твртко само „мислио чешћими провалами присилити Сплићане, да се напокон за вољу мира и користи своје подложе врховној власти босанској."

#### Борба за врански манастир
Мало после покушаше присталице ослобођене краљице Марије и краља Жигмунда, да узму чувени врански манастир од Ивана Палижне. На челу те лојалне војске беше нови врански приор Алберт де Лосок (од Лученца) и крбавски кнезови Будиславићи. Палижна, који је добро стајао у народу, спреми се на отпор, уздајући се сигурно и у помоћ својих пријатеља. И, доиста, 11. новембра провалила је Тврткова војска у задарски крај и силно га похарала. У плен је пало на 3.000 комада ситне стоке и на 1.400 крава и волова. Противничка војска стукну одмах натраг, остави опсаду Вране и повуче се у Нин. „Ради множине и снаге босанских јеретика," писао је њен заповедник 17. новембра из Нина, „не могосмо остати у пољу, него се склонисмо у Нин, стари град верних“. Тврткова војска сједини се после тога са Палижнином и пође одмах за непријатељем под сам Нин. Опсада тврдог нинског града трајала је све до до 17. децембра, кад је била прекинута вероватно ради оштре зиме. Ово Твртково ратовање по Далмацији донело му је, поред војничког успеха и јачања личног престижа, још и град Островицу, и опет једно од старих Шубићевих седишта.

#### Борба на северним границама
Твртко је, у то исто време, био активан и на источној и северној граници. Његовом и Лазаревом помоћу ојачани крећу одметници у нове борбе, које воде с променљивом срећом, али са осетном штетом за Угаре. Нарочито је био опак њихов упад у Срем првих дана септембра 1387. Разљућен вестима о том, Жигмунд одлучи да се лично крене против бунтовника, као што се месец дана раније борио против њих под Гумником. Али овога пута, писао је он млетачком дужду 22. септембра, неће ићи само против одметника досад помињатих, него и против „босанског бана“ (не вели краља), да „скрши њихову обест." Ипак није пошао. Место њега у борбу су кренули његови заповедници Никола Гара и Иштван Корођ, којима је успело да потисну бунтовнике све до иза Саве; али у саму Босну нису смели да уђу. У тим борбама мађарски извори нарочито помињу учешће босанске и српске коњице, добро оружане, која је устаницима чинила велике услуге својим брзим маневрисањем. У ропство је, вели краљ Сигисмунд хвалећи „лавовску срчаност“ својих верних, пао велик број „неверних и шизматичних Босанаца и Рашана."

#### Освајања по Далмацији
Све је ово осетно утицало и на Тврткове успехе у Далмацији. Поједини градови, после пада Островице, бојећи се какве зле судбине, почеше да траже везе с Твртковим људима и да се на неки начин осигуравају унапред. У Трогиру се 26. и 27. децембра дуго већало и колебало шта да се ради. У оштрини расправљања дошло је до врло крупних речи и сцена, које су завршиле крвљу и мртвим главама. Народ се одлучи за Босанце и Рашане, а три вође странке краља Жигмунда бише побијене, један чак на сред трга, 27. и 28. децембра. Остали једва успеше да побегну у Сплит.
Овај трогирски случај унео је у остале далматинске градове још више пометње и забринутости. Стога неки брзо одлучише, да моле краља Жигмунда за што скорију помоћ. Већ у јануару 1388. ишли су с том мисијом на угарски двор представници Задра, Шибеника и Сплита. Једино Дубровник, захваљујући свом савезу са краљем Твртком, није имао никаква разлога за прибојавање. Он је, шта више, био успео да своје односе са Босном прикаже на угарском двору као нимало нелојалне и да 28. октобра 1387. добије од краља Жигмунда као неку дозволу и за даље везе. У својој повељи Дубровнику од тог датума пристао је мађарски краљ, да република може од људи из Босне и Рашке добијати земље и подручја, „изузевши само оне земље, које су остали краљеви Угарске, наши преци, држали и поседовали“.
На једном почетом путу Твртко није хтео да застане са половним успесима. Иван Палижна, који је постао његов намесник у старој хрватској држави, односно у Далмацији и пренео своје седиште у Клис, био је човек на кога се Твртко могао потпуно ослонити. Само његовој упорности имало се захвалити, да је бунтовнички покрет против краља Жигмунда и краљице Марије остао у Далмацији жив и активан и да је, уз Тврткову помоћ, довео и до успеха. Са Палижном Твртко је добио у своју власт и знамениту Врану, а то је био добитак од несумњива значаја. И за Твртка и за Палижну било је јасно, да они неће лако оставити неискоришћене лањске успехе. И, доиста, чим је мало попустила зима, 18. фебруара 1388. напао је Палижна поново сплитски крај и опустошио га, настављајући узнемиравања и доцније. Како угарска помоћ није долазила, Сплит је са страхом ишчекивао шта ће да му донесу скори пролетњи дани. Трогирска општина, којој судбина блиског Сплита није могла бити равнодушна, покуша да посредује. Али није постигла успеха. Сплит је остао веран мађарској круни и краљу Жигмунду. То изазва Твртка на нове и одлучније кораке. Два његова посланика, војвода Влатко и Станоје Јелачић, пошла су средином марта у Клис, да још једанпут, пре новог ударца, понуде споразум далматинским градовима. Трогирани први и једини поздравише краљеве људе и поклонише им 50 либара у знак пажње. Остали градови остадоше пасивни, надајући се сваки час каквом повољном гласу са угарског двора.
Можда су их све у тој вери подржавале вести о успесима Жигмундове војске против Ивана Хорвата и његових другова. У борбама против Хорвата неколико хрватских бунтовника би заробљено, одведено у Будим и тамо привезано коњима за репове, вучено по улицама и најпосле погубљено и рашчеречено. Тај језиви пример плашио је људе. Али, у самој Далмацији Жигмунд није био у стању много да помогне. Он се у ово време налазио у великој новчаној кризи и није могао без тих средстава да мисли на озбиљну војничку акцију. Осим тога био је заузет у великој мери по њега неповољним обртом прилика у Пољској и Молдавији.

#### Краљ Твртко и Млечани
Краљ Твртко је улазећи у Далмацију био очевидно на чисто с тим, да ће морати наћи неки споразум с Млетачком републиком. У Републици, која је држала страну Жигмунду и Марији против напуљског кандидата, Твртков отпор није био симпатичан; али из много разлога млетачка сињорија није хтела да квари своје односе с њим. Али да се даде ипак знак извесног нерасположења, дошла је њихова доста хладна и резервисана порука на Твртков позив из 1388. год. да му упуте једног посланика на преговоре. Они, одговорило се из Млетака 9. априла, не виде потребе за то посланство; а осим тога у тим идењима тамо и натраг губи се много времена. Него, ако краљ има нешто да поручи Републици, нека он пошаље своје посланство, које ће бити радо и пажљиво слушано. Твртко је желео да Република упути њему једног поверљива човека, с ким би он могао прећи сва питања од важности. Његов посланик, који би дошао у Млетке, ма колико вешт, могао би говорити само о оном, што би било конкретно формулисано, а не би могао и за сваки евентуални обрт ситуације или за које узгред искрсло питање дати сигуран и обавезан одговор. За Твртка би било врло важно, да из непосредне дискусије могне добити пун утисак о свима резервама или деликатностима, које имају Млечани и према њему и према читавом положају уопште; овако, он је био упућен на туђ извештај и на обавештавање, које је из друге руке и увек лично обојено.

#### Сплитски позив у помоћ
Кад преговори са Сплитом и са осталим далматинским градовима не успеше, одлучи Твртко да поново почне са нападима. У другој половини маја ударила је његова војска на сплитски крај и поново га опустошила. У исто време опремала се у Котору његова флота, где су чак грађене и неке лађе, да са морске стране помогне акцију копнене војске. Кад су чули те вести Сплићани се озбиљно уплашише и 10. јуна упутише Жигмунду једног речитог фратра, да му изложи сву тегобу града и да тражи безусловну помоћ. Ако краљ не може да помогне, онда нека им бар дозволи, да се сами определе „без жига велеиздаје“ или, ако то неће, нека посланик пред већем бољара, изјави на сав глас, да Сплићани скидају одговорност са себе, што ће, нагнати невољом, морати учинити оно, што им једино остаје за спас града, кад друге помоћи нема. Неки од пучана већ и сада напуштају град. Ако им краљ и великаши обећају помоћ, он нека изјави, да ће је Спљећани чекати најдаље до краја јула; а после тога ће поступити како за најбоље нађу.
Ма колико да су биле озбиљне молбе и поруке Сплићана, краљ Жигмунд није ипак могао да им друкчије дође у помоћ, сем позивањем да верују и да устрају. Он је, истина, помишљао на то, да крене војску против Твртка и почео је био већ нека спремања у томе правцу; али је читав план био напуштен или ради других брига или ради недовољног одзива. Сплићани за које се, према горњим претњама, могло мислити, да ће после даног рока прићи Твртку и спасти се од даљих удараца, не поступише ипак тако. За будимски двор њих је везала дуга традиција, која је, познато, „друга природа“ људи. Национално осећање у нашем смислу није код њих постојало, као ни код највећег дела других лица и општина Средњега Века, и Твртко им је, отуда, изгледао туђ, су близу као и ма који други страни владалац. То, што је у њему текла и Шубићева крв, није за Сплићане вредело готово ништа. Једно, што ни сами Шубићи нису били нарочита сплитска симпатија; а друго, што је градско становништво те вароши, са веома развијеном правном свешћу, као код већине далматинских градова, у Тврткову поступку гледало ударање на „законитост“ и све посматрало као отимачину моментално јачег. Најбољи доказ за све то пружа чињеница, да су баш они, само да би спасли стари ред, предлагали осталим далматинским градовима образовање једног одбрамбеног савеза, у који би поред њих ушли и неки хрватски кнезови. Њихов закључак у том правцу донесен је 28. августа.

#### Анти босански савез
Петар Зорић, сплитски грађанин, имао је да позове у савез градове Шибеник и Скрадин и хрватску властелу Нелипиће, Вида Угринића и, према потреби, крбавске кнезове. Савез је био јасно уперен против Палижне као Сигисмундова одметника и против краља Твртка. Њихов непосредни циљ имао би бити тај, да сви ти савезници сједине своје силе, да дођу у помоћ Сплиту и онда одмах ударе на Клис и његова заповедника.
Овај сплитски предлог наишао је на повољан одзив и у јесен, 6. октобра, одржан је заједнички састанак Сплићана, Шибенчана, Скрадињана и представника властеле Нелипића и Угринића у скрадинској цркви Св. Катарине, где је уговор о савезу докончан и потписан. Циљ савеза изражен је речима, да ће се учесници узајамно помагати, са жељом, да „себе, земљу, места и сву имовину своју очувају у дужној верности према светој круни угарској“. Према опасним противницима природно је, да одбрана треба да буде заједничка, јер је само тако колико-толико зајамчен повољан успех. Једна тачка уговора, која је везала све преговараче и била врло карактеристична, гласила је овако: „Ако би се у краљевини Угарској у току догађаја збила каква промена (мисли се, на престолу), не може и не сме ниједна од наведених странака пристати уз другог владара, господара, особу или општину или државу без сагласности осталих савезника“.
Да је ситуација у Далмацији, после склопљеног савеза, изгледала опасна по Твртка види се одатле, што се 14. октобра 1388. закључило у Дубровнику ово: ако би дошло до тог, да мађарски краљ дигне војску против босанског краља, онда ће дубровачки посланици на Твртковом двору имати да изјаве, како они желе одржати мир и како су вољни, као посредници, учинити све, да дође до споразума између обе круне. Међутим, Твртка није остављала стара срећа. Његови противници, са разним интересима, дођоше брзо у међусобне сукобе и тим осетно ослабише и значај савеза и опасност ситуације. Између града Трогира и кнеза Нелипића дође до сукоба, који прилично раздвоји снаге. Обавештен о том Твртко шаље, у новембру месецу, два своја великаша, кнеза Хрвоју Вукчића и брата му Војислава, да оду у Далмацију и још једанпут, врло озбиљно, позову тамошње противнике, да признају његову врховну власт. Из тврдог Книна оба брата Вукчића упутише своје поруке. Први је био град Трогир, који се одазвао позиву, и 11. новембра послао Хрвоју свога човека, да се обавести о положају и његовим намерама. Хрвоје је приказивао Твртков положај као ванредно повољан; он носи победе на све стране и он осваја постепено, милом или силом, читаве области. Изгледа, доиста, да се Твртко у овај мах надао већим успесима. Ради тога је упутио у хрватске области као свог намесника војводу Влатка Вуковића, вероватно не самца, него са каквом војском, која му је имала бити ослонац у раду.

#### Помоћ Далмацији
Та активност Тврткова изазва најпосле краља Жигмунда на живљи отпор. Он, пре свега, тражи да начини савез са Млецима, који му у Далмацији могу бити од знатне користи. Његова понуда била је упућена у Млетке и тамо претресана, али до савеза није дошло, јер су Млечани, изгледа, најпре тражили знатну цену за своје услуге, а после ипак, нашли за мудрије да остану неутрални. 29. септембра 1388. беше Жигмунд склопио примирје с пољским краљем за годину дана и тако добио на тој страни нешто слободније руке. Он именова Ладислава Лученца, славонског бана, за управника (gubernator’) Хрватске и Далмације и посла га у угрожене крајеве, да што пре успостави ауторитет мађарске круне. Лученац стиже у Задар пред сам Божић, 23. децембра, и поче одмах спремање војничке акције. Већ 4. јануара послали су Шибенчани у помоћ мађарској војсци 50 својих људи. Мало после тога, првих недеља 1389, пошао је Лученц са својим четама против босанских људи. Ми о том походу немамо ближих вести; али да није завршио повољно по Мађаре види се најбоље по том, што Тврткова војска остаје у Далмацији, допире до самог Задра и пали му предграђа. У марту војвода Влатко пред Спљетом даје победничке поруке угроженом граду.

#### Сплитска дипломатија
Војвода Влатко тражио је, у ставу победника, да се Сплит што пре изјасни за признање Тврткове врховне власти и да му упути своје посланство. Видећи да мађарска помоћ не доноси потребно олакшање, а да сам град не може до века примати ударце босанских чета, Сплит поче да се колеба. 24. марта 1389. састало се њихово градско веће и изабрало, доиста, двојицу грађана, Николу Срећу и Ивана Марина, као своје представнике и посланике краљу Твртку. Слично су урадили и остали далматински градови. Из упутстава, која су дата сплитским заступницима види се очевидно њихово колебање. Да се може, они би несумњиво остали верни мађарској круни. Чак се помало надају, да би, још увек, могли од самог Твртка добити неки рок, у коме би им се дала прилика, да се још једаред обрате краљу Жигмунду за помоћ или да би добили могућност, да му се оправдају и избегну прекору издајства. После тога рока, њихова би савест била мирна и они би, без муке, могли пристати да постану Тврткови поданици, истина са претпоставком, да то учине и остали далматински градови и да им краљ потврди старе повластице. Краљ Твртко се показао врло предусретљив. Очевидно у жељи, да не изгледа прост отимач и да према људима, које мисли добити за поданике не буде гори од старих владара, он је пристао да им одобри тражене рокове. Чинило му се, да се људи задобијају и љубављу исто толико, колико и снагом. Сплиту је био остављен последњи рок за предају 15. јун; а Твртко је пристао чак и на то да Диоклецијанов град буде последње од далматинских места, која долазе под његову власт. У том акту било је колико државничке мудрости, ради предусретљивости, толико исто и свесности своје снаге и уверења, да крајње решење не може испасти друкчије. То је он и казао сплитским изасланицима, не остављајући нимало сумње о том, да ће, не одговоре ли својој обавези, имати да рачунају са његовим озбиљним нападима.
Кад су добили повољне одговоре од краља Твртка, Сплићани, после договора са Шибенчанима и Трогиранима, 19. маја послаше мађарском краљу свог начелника Јакинца Малатесту и истог Николу Срећу, који је био код Твртка, да га обавесте о свему и траже његову одлуку. Исто су тако поступили и Трогирани. И једни и други пожуривали су решење, јер је рок за одговор био врло кратак. Краљ Жигмунд, природно, није могао да даде свој пристанак, да се градови предају Твртку. Обећавао је зато скору помоћ и боље изгледе за будућност. Али у кратком року од месец дана он није могао организовати експедицију и прискочити у помоћ градовима, које је чекала Тврткова освета, ако прекрше створени споразум. У Трогиру и Сплиту завлада ради тога разумљив страх. Трогирани упутише 23. маја једно посланство у Босну, које је имало да растумачи краљу њихов положај и да га уверава како Трогир има најбоље намере. Они су чак нудили краљу, да, за сваку сигурност, пошаље у њихов град једног човека, који би био његов повереник. Рачунали су чак и с тим, да би краљ могао затражити и таоце од далматинских градова. Спљет се био уплашио исто тако. Кад је прошао 15. јун, а из Мађарске нити стизаше помоћ ни поуздана порука, Сплићани одлучише, да вешто дипломатишу око Твртка. Да испуне обавезу није им се још дало; али им се исто тако није дало, ни да то признају. У неприлици, они се прихватише за ону тачку уговора, која је говорила, да се Спљећани могу предати последњи. С тим упутама они послаше у Босну 30. јуна, Ивана Марина, молећи краља да их не дира дотле, докле се и остали градови не покоре.

#### Краткотрајни успеси у Далмацији
Док је босанска војска била заузета борбом с Турцима, успело је мађарским људима и њиховим присталицама, да освоје Клис и потисну мали број босанских посада у Далмацији. Кад је свршена битка на Косову и Твртко био начисто с тим, да Турци не мисле продирати даље према Босни, Твртко је крајем августа опремио своју војску у Далмацију, да настави почете борбе. Та војска пређе одмах у напад и крајем септембра допрла је већ до Задра и ту попалила све куће до под њихове градске капије. Нападе и пустошења понављала је потом све до дубоку јесен. На велике молбе Задрана упутио им је средином новембра крчки кнез Иваниш Франкопан једну помоћну војску од 400 коњаника, а њој се после придружило и 200 Пажана. Са том помоћи и својом војском извели су Задрани напад на Врану. У две љуте борбе, 22. и 24. новембра, Палижна се са својим људима храбро опирао и био је и рањен, али није могао да савлада нападаче. Тек у трећој бици, 10. децембра, разбише Босанци своје противнике, који се „срамно“ (turpiter) повукоше испод Вране. Пет дана иза тога би повраћен и Клис и тако успостављен и стечени ранији посед и углед босанског краља. Млетачка република обавештавала је мађарски двор о босанским успесима, јављајући отворено, како су далматинска места у великом страху и недоумици да ли ће уопште моћи одолети Твртковој снази. Твртко се, говорили су они, определио потпуно за напуљски двор и сад изјављује да све ради у име Ладислава, сина краља Карла.

#### Млечани у Далмацији
Кад је Млетачка република добила уверење, да Жигмунд у тај мах не може да заштити далматинске градове и свој ауторитет, она је покушала да сама добије те градове за себе. Њихов сенат решио је био још 29. априла 1390, да један њихов нарочити изасланик испита расположење духова у Далмацији, па да се потом почне акција. Али је тај њихов интерес дошао касно. Далматински градови ломили су се око тога, да ли да остану верни краљу коме су се обавезали раније или краљу који им је био ближи и опаснији. За дотле пасивне Млетке у овој дилеми није се више налазило места. Видевши да од мађарске помоћи, после толико времена, нема ништа Далмација се беше одлучила, да се покори краљу Твртку и у мају упутила своје посланике у Босну, да тамо коначно уреде ствар. Свесна, да би после тога свака њена акција била узалудна, Млетачка република решава 26. маја да на тој страни обустави своју политичку акцију.

#### Пад Сплита
За то време Твртко је живо радио да толики напор заврши са успехом. Његови људи иду у Хрватску и Далмацију и воде последње преговоре. Мандатор босанског краља били су крбавски кнез Ђуро и Твртков хрватски намесник Иваниш Хорват. Сплитски грађани упутише своје посланике у Босну, потпуно спремни да се покоре, али под часним условима. Упутство издано сплитским посланицима за преговоре датирано је 8. маја. Кад су чули за ту сплитску одлуку решише се Шибеник, Брач и Хвар, а вероватно и Корчула, да и они ураде тако. Једино се дотле најпредусретљивији Трогир почео у последњи час устручавати, али то није трајало дуго. Кад су Сплићани изјавили своју покорност Твртку издаде им он 2. јуна у Сутјесци повељу са потврдом свих њихових дотадашњих права и повластица. У исти мах, докрајчујући њихове сукобе са Клисом и Омишем, краљ је тачно дао повући границе између тих места, желећи, како каже, да се „наши верни Сплићани обилато користе нашом милошћу“. Сплитски успех поколеба и Трогиране, те и они 8. јуна изјавише Твртку покорност. Иза Сплићана добише потврду својих повластица и Шибенчани, а за њима Брачани, Хварани и Корчулани. Твртко је са разлогом могао бити поносан на толике успехе и похвалити се њима свом млетачком суседу. Ова му је 8. јула одговорила, сигурно не много искрено, како је „весела срца“ примила његове вести и како саучествује у његовој радости. У трогирским белешкама јавља се 10. јула 1390. први пут нова Тврткова титула као „краља Рашке, Босне, Далмације, Хрватске и Приморја“. Са том титулом свог краља диче се 1. августа у званичној сплитској повељи о градским границама и краљеви изасланици протовестијар Трипо Бућа, крунски бискуп Михаило и Влатко логофет.

### Први продор у Србију
Српску катастрофу на Косову искористило је први Жигмунд. Он је био киван на кнеза Лазара и краља Твртка што су помагали његове хрватске бунтовнике и његовог противкандидата Ладислава Напуљског, и, премда је, пред косовску битку, био пристао на споразум са Србима и имао у Вуку Бранковићу поузданог присталицу за пријатељску политику, он је ипак, сасвим невитешки, ударио још у јесен 1389. год. на Лазареву удовицу, разбориту кнегињу Милицу. Као да је ишао на некакав тежак и славан поход он се сам ставио на чело војске. Продро је дубоко, све до срца Шумадије, у Гружу, где је освојио градове Борач и Честин. Хвалио се чак потом, у једној повељи од 31. марта 1390, како је те градове у обезглављеној земљи „победнички“ добио. Кнегиња Милица држала је једно време, да се пред опасностима које јој прете неће моћи ни одржати са децом у Србији, па је за сваки случај замолила Дубровник за уточиште, које су јој они одобрили.
Овај продор изазвао је велико огорчење српског народа према Мађарима, али племић Вук Бранковић је остао Мађарски вазал.
Србија је, потом, примила на себе вазалске обавезе према Турској. Признала је врховну власт турског емира, обећала му давање помоћне војске за случај ратовања, обавезала се да српски принчеви Стефан и Вук, долазе на султанов двор и Милица је, уз то, морала дати и своју најмлађу ћерку Оливеру у султанов харем. Сем тога, у извесне српске градове уђоше турске чете. На Дунаву чак поседоше Турци, уз Србе, добро утврђени град Голубац, да би из њега могли непосредније контролисати кретања Мађара. С турском помоћу Срби су потпуно очистили земљу од мађарских чета и за извесно време, што се каже, дахнули душом. Косовска катастрофа осећала се у земљи. Страх од Турака и њихове снаге продро је дубоко и људи су примили ново стање нешто због њих, а нешто и због великих жртава које је поднела Лазарева породица за спас земље.
Убрзо после тога 1390. године долази до првог турског упада у Угарску.

### Турци Османлије и други продор у Србију
Жигмунд је рано видео опасност од Турака, који су се већ од 1390. год. јављали на његовим границама и предузимао је доста мера, али у те мере није унео правог система, нити их је изводио доследно и постојано. Његова је политика ишла за тим, да преостале балканске државе веже за Угарску. Тако је живо настојао да у Босни поврати изгубљене позиције и поквари Твртково дело, а у Влашкој, Србији и Бугарској да силом или милом утиче на њихове господаре. Он је веровао да је његова снага и сама довољна да сузбије Турке и зато није много полагао да балканске хришћане већом предусретљивошћу окупи око себе. Његов поступак према Србији и после према Босни стекао му је много непријатеља и већ тада људи су на неким странама почели премишљати да је за српске интересе целисходније нагодити се с Турцима него ићи с Мађарима.
У лето 1392. почео је краљ Жигмунд борбу против Турака на српском земљишту, али без српске сарадње. Разбивши Турке код Браничева он је продро све до Ждрела на истоку, а повратио је Мачву на западу. Емир Бајазит био је заузет борбама у Малој Азији и није могао на време спречити ту офанзиву, а сами Срби са турским посадама нису били за то довољни. После мађарских успеха он се одмах идуће године решио на одлучнију акцију на северним границама своје државе, да би сузбио мађарски утицај и могућност окупљања северних и северозападних балканских држава око Мађарске. Први напад управио је против Бугарске, по свој прилици стога што је њен владар почео какве везе са Жигмундом. У јулу 1393. пало је Трново и срушено је јужно Бугарско царство. Сам цар Јован Шишман био је заробљен и у ропству је и умро, а против осталих Бугара, нарочито бољара, Турци су предузели оштре и свирепе мере, хотећи да њиховим примером застраше друге. Добар део Бугара, нарочито њихових интелектуалних свештеника, пребегло је тада у Србију. Међу њима су се налазила и два добра писца, Константин Костенички, звани Филозоф, и Григорије Цамблак.

### Односи са Босном после смрти краља Твртка и слом побуне
После смрти краља Твртка умро је и Иван Палижна, па је сав терет вођства пао на Иваниша и Павла Хорвата. Они су као и пре Палижнине смрти радили за премладог Ладислава Напуљског, коме трзавице у Напуљској краљевини нису дозвољавале да дође у Хрватску и преузме престо у Угарској. Ладислав се после дугих борби крунисао за напуљског краља 11. маја 1390. године и дознавши за Тврткову смрт прогласи се за краља Угарске и Хрватске, а подржавали су га понајвише Вукчић-Хрватинићи: Хрвоје са братом Вуком, које је он 17. јула 1391. прогласио „бановима краљевина Далмације и Хрватске“, а за главног намесника у тим земљама Ладислав поставља Иваниша Хорвата, који му пронађе неколико нових присталица, које су се одметнуле од Жигмунда. Ладислав је све ово радио да би феудалце придобио за себе.
Краљ Жигмунд није предузео ништа озбиљније, да би спречио катастрофу Бугарске. У ово време његов је главни интерес био посвећен Босни. Твртка је тамо наследио његов синовац Дабиша, човек без веће вредности и ауторитета. Од првог дана и у суседству и у Босни знало се, да он није дорастао терету који је примио и да ће под њим попустити. Опрезни Дубровчани, који су пазили добро на сваки свој корак, одмах су стали радити против њега и решили су се чак, да, без краљева знања, почну непосредне преговоре са суседним војводама о уступању извесних делова босанског подручја. Тако су већ 15. априла 1391, месец дана после Тврткове смрти, „добили“ од браће Санковића, суседне властеле, конавоску жупу. Где би Санковићи тако нешто смели учинити за Тврткова живота, и где би Дубровчани смели то примити! Такав поступак, под још свежим утисцима Тврткових настојања, изазвао је у Босни велико незадовољство. Две верне војводе умрлог краља, чувени Влатко Вуковић и кнез Павле Раденовић, упадоше крајем 1391. год. у област браће Санковића, па њих прогнаше, а област им поделише међу собом. Имали су сигурно за то и краљев пристанак.
Само овај случај није ипак изменио општи процес у земљи. Санковићи су радили брзо и несмотрено, и у брзини су отишли сувише далеко. Али, крај слабог краља избили су други Санковићи, мало опрезнији, али моћнији и способнији. Као у Душановој Србији, и у Босни је поједина властела држала у свом поседу врло простране области. Област Раденовића хватала је од Врхбосне, преко Романије, до Дрине, а одатле, после победе над Санковићима, допире до Конавља. Влатко Вуковић имао је хумску област, коју ће год. 1392. наследити његов синовац Сандаљ Хранић. Крај између Цетине и Неретве држали су Радивојевићи, од којих је Ђурађ постао зет Дабишин. Хрвоје Вукчић господарио је у западној Босни од Лашве до Врбаса и до саме Динаре. Права краљева земља, у средишњој Босни, била је стварно мања од њихове; и кад на престо дође човек као Дабиша, слаб и неугледан, онда је сасвим природно, да ови моћни господари постају праве династе и да воде политику често потпуно на своју руку и с обзиром првенствено на себе. После Твртка краљеви се одржавају или туђом помоћу или тако, што лаврирају између појединих великаша; чим се створи савез ових моћних феудалаца против њих они постају потпуно онемогућени.
Дана 25. априла 1392. година Дабиша је Трогиру потврдио старе повластице, потом је Дабиша био проглашен за краља Хрватске и Далмације, уместо Ладислава, кога су ускоро сви напустили. Дабиши се 1391. године покорио град Задар, који је 8. септембра 1392. године изабрао за грађане и градске већнике бана Вука и његовог подбана Иваниша Мишљеновића.
Још више је дошло до пада угледа напуљске странке, када је Ладислав одлучио да ожени кћерку турског султана Бајазита и тако збаци Жигмунда.
Дабишу су из почетка помагале војводе његова стрица. Кад су у зиму 1391/2. год. провалили Турци „напрасито“ у Босну, Дабиша је успео да их сузбије и разбије. Том приликом истакао се нарочито војвода Хрвоје. Мало пре тога, у јулу 1391, Хрвоје и његов брат Вук беху добили од краља Ладислава назив хрватско-далматинских банова. Тако је, од самог почетка Дабишине владе, скочио углед и значај породице Хрватинића у великој мери. Бан Вук је и вршио у Далмацији банску власт и имао је лепих успеха. Краљев положај погоршао се тек од 1393. год., кад се против њега дигао Жигмунд. После оних успеха против Турака Жигмунд је затражио од Дабише да обнови дужне обавезе према мађарској круни, које је Твртко био прекинуо. Између њих су, изгледа, нарочито посредовали свештенички кругови, јер је као место за личне преговоре било изабрано Ђаково, где се налазило седиште босанског бискупа. До састанка је дошло у јулу 1393. године. Дабиша је на овај састанак повео и жену Јелену Грубу, као и велики део властеле; Жигмунд је пак повео неке угарске великаше. Резултат преговора био је овај: Дабиша је признао као врховног краља Босне Жигмунда, а овај је пристао да Дабиша остане на босанском престолу док је жив, али да потом босанска круна припада Жигмунду. Према духу тог споразума, Дабиша се одрекао даљег помагања краљевих противника у Далмацији и Хрватској. У страху од Турака с једне и од Сигисмунда с друге стране, Дабиша се решио за споразум с Мађарима; у Ђакову би друкчије, нехришћанско решење, било, у осталом, и немогуће. Дабиша није имао непосредних наследника да би радио за њих, а није имао ни довољно личног става да од Жигмундових захтева спасе босанску круну за неког другог члана династије. У том уговору било је и још нешто што је показивало краљеву слабост. Жигмунд је тражио да поред Дабише споразум приме и главне босанске војводе, а од тих војвода захтевао је обавезу да неће помагати свом краљу, ако би се он одметнуо од Мађара, а и они сами да неће дизати свог оружја против мађарске круне. Чак је и сам Хрвоје прихватио Марију и Жигмунда за владаре 23. августа 1393. године.
Опозиција против Ђаковачког Уговора била је велика. Сви су осетили да се њим руши Тврткова политика и све што је он постигао. Опозицију је водио, у главном, Иваниш Хорват, који се одметнуо од краља и у Омишу, који му је 1390. године дао сам Твртко, створио своје главно упориште. У лето, тачније 15. јула 1394. дошло је до праве борбе, када је Дабиша са Брача Хвара и Корчуле јурнуо ка Омишу. Браћа Хорвати морали су напустити Омиш и Далмацију. Склонили су се у северну Босну, у тврди град Добор, који су саградили 1387. године да би из њега проваљивали у Славонију. Збуњени, градови Трогир и Сплит решише, да у својим актима не спомињу више име ниједног краља не знајући ко ће остати стварни господар. Обавештен о том кренуо је краљ Жигмунд лично у Босну, крајем августа, да казни одметнике и рашчисти ствари. Са краљем је кренуо и Никола Гара. Браћа Хорвати не смедоше дочекати мађарску војску, него побегоше. Жигмунд заузе тврди Добор и даде га разрушити. Хорвате је после добио издајом у руке, па је Иваниша дао свирепо казнити, тако што им је тело расекао на 4 комада, после дугог мучења у Печују (нпр. везивањем коњу за реп). Иако је и Дабиша био устао против Хорвата Жигмунд је налазио, да то није било довољно енергично и можда довољно искрено. Дабиша је, уз то, настављао преко бана Вука учвршћивање босанског утицаја у Приморју. Ушао је био у везе чак и са Задром, а Ластово је признало његову власт. Жигмунду се сад учинило да је дошло време јасног обрачуна. Босна има да се врати у предтвртковски став и границе и да се Дабиша одрече целе Хрватске и Далмације. Овај је то и учинио. Бан Вук покушао је да се с војском одупре Мађарима, али је био потучен. Тако је три године после Тврткове смрти његово дело било потпуно срушено; од велике концепције једне српско-хрватске државе остало је само босанско трупло, али и оно окљаштрено и лишено потпуно сваке иницијативе. После тога оде Жигмунд у Будим, где је, на тргу светог Ђурђа, суђено побуњеницима, који су, поред Хорвата, били ухваћени. Жигмунд је сада показао милост, па је терао побуњенике да га моле за милост, што они нису хтели урадити, зато су сви изгубили живот. У овом покољу паде 31 побуњеник, а Жигмунд је гледао то крвопролиће. Краљ Жигмунд је поштедио живот само Павлу Хорвату, као свештенику, али њему се у историји губи сваки траг.
После неког времена пође у јужну Хрватску хрватски бан Никола Горјански и победи бана Вука под Книном, сломивши побуњенике. Вук се због тога одрекао банске части.
Сам Дабиша, дуго болешљив, није остао дуго на власти. Умро је 7. септембра 1395. у Сутјесци.

### Битка на Ровинама
Свршивши послове у Босни, Жигмунд се вратио турском питању. Емир Бајазит, пошто је покорио јужну Бугарску, умеша се и у влашке односе. Незадовољни влашки бољари позваше Турке против свог господара Мирче и Бајазит им се одазва. Прогнати Мирча, после пораза, 10. октобра 1394. године, приђе Жигмунду, у Ердељ, и овај пристаде да га помаже и поврати на власт, да га не би Турци опасали и с те стране. Због тога Жигмунд саставља војску под вођством Иваниша Моровића, Јаноша и Николе Горјанског. Бајазит пође лично у Влашку, с великом војском, да спречи њихове намере. У његовој војсци налазили су се и српски вазали Стеван Лазаревић, Константин Дејановић и краљ Марко, односно у српском народу боље познати Краљевић Марко. Савременик тих догађаја, Константин Филозоф, саопштава, како је Марко нерадо ишао у ту борбу против хришћана и како је казао Дејановићу: „Говорим и молим Господа да буде помоћник хришћанима, па макар ја први да будем међу мртвима у тој борби." Та му се жеља испунила. У борби на Ровинама, 17. маја 1395, погинули су и он и Дејановић. У народном предању запамтило се, да је наш најпопуларнији јунак српске народне поезије завршио живот на Урвини планини, што је чиста метатеза од Ровина.

### Стање у земљи
Краљ Жигмунд је био неустрашив борац, и врло активан; али, на несрећу, био је заплео је Угарску у рат на више страна, кретао више предузећа, и стога није доспевао да ниједно доврши потпуно и организује коначно, али за време његове владавине Угарска је обновила своју моћ и поново је постала сила од значаја.
Жигмунд је ипак био скоро немоћан у односу на прилике у Угарској. Од послушних велможа, Маријиног деде Карла Роберта су, после две-три генерације постали необуздани насилници, који су својом незајажљивом отимачином приграбили око 40% свих поседа (при чему су краљевски поседи са 20 пали на свега 5%.
Као да им то није било мало, баронске породице су наставиле, ради сопствених политичких циљева, формирати сопствене савезе, такозване лиге. Ове лиге водиле беспоштедну међусобну борбу, тако је позната породица Лацкфи била такорећи истребљена, али су биле сложене у томе да краљевску власт треба што више поткресати.
Баланс Жигмундове владавине веома је био контроверзан, али никада није успео сломити баронске лиге, док је на јужним границама претила опасност од Турака. Међутим, у Жигмундовој политици било је идентификовано то што је краљ подржавао политичке амбиције нижег племства и што је помагао развој градова. Жигмунд је доносио декрете о одбрани домаћих трговаца, проширио је делокруг градских већа, усељавањем страних мајстора. Покушавао је да подстакне производњу луксузне робе и учинио је покушај увођења јединственог система мера. Наравно, од својих декрета остварено је само мало (на пример, јединствени систем мера успео је да уведе у праксу тек у другој половини XIX века), али се тиме у земљи развио цеховски систем, градови су се обогатили и повећао се њихов значај. у Жигмундово време започело се сталешко организовање градова, па су од средине XV века у угарским скупштинама појавили и њихови посланици.
Развој сталежа је општеевропска појава у периоду процвата феудализма. У суштини, реч је о томе да друштвени слојеви који имају приближно једнаке привилегије. тешње избијају своје редове и своја локална груписања подижу на ниво организација државе. Циљ њиховог образовања је да учврсте своје привилегије, да их даље унапреде и овековече. У том циљу, они у политичком животу наступају заједнички, а и њихову политику на нивоу државе одређују њихови сталешки интереси.
У Угарској се развој сталежа може нарочито добро пратити на примеру нижег племства. Тада од разних привилегованих слободњака са мањим поседима (сервиенс, градски кмет, кнез, општински кмет насеља страних досељеника,
нпр. Немаца /soltész/, итд.) настало је правно изједначено ниже племство. Изградња система племићких жупанија у целој земљи, чак и уз властелинску контролу, јачала су јединства нижег племства и њихова сталешка свест. Због тога је Жигмунд често тражио савезништво с њима. Током свог развоја ниже племство је учврстило и усталило - односно учинило наследним за своје потомке - своје привилегије (личну слободу, ослобођење поседа од пореза, жупанске самоуправе итд.), а постепено је постигло и то да буде укључено у државну политику.

## Смрт
Марија је умрла, мало после битке не Ровинама, већ крајем јуна исте године, у својој престолници, Будиму, са само 25 година, због несрећног пада са коња. Рудолф Хорват пак говори да је Марија умрла 17. маја. Пошто је Марија умрла, са којом је Жигмунд у ствари дошао до права на мађарску круну, његови противници су дигли главу, а велик део опозиционара налазио се у Хрватској. Великаши почеше говорити:
Жигмунд смрћу своје жене престао је бити краљ наш!
Од свих суседа ово је најозбиљније схватила Маријина сестра Јадвига Пољска, чији се супруг Владислав II Јагело, одмах почео спремати за инвазију на Угарску, али њему се противио острогонски надбискуп Јанош Канишки, који је утврдио кланце на Карпатима, на угарско-пољској граници. Убрзо после тога, због Жигмундове војне надмоћи, одрече се угарског престола Јагело.

## Палатини
За време Маријине владавине палатини су били:
- Никола I Горјански (1375—1385), који је био љубимац краљице Јелисавете, који је пре био мачвански бан и, који је убијен 1386. године у покушају да заштити Марију од браће Хорвата, али га је због мржње племића морала скинути са тог положаја још раније.
- Никола VI Сиџи (1385—1386), кога су краљице иако им је био противник довеле на то место
- Иштван Лацкфи (1387—1392), кога је довео Жигмунд.
- Јолшвај Леуштак (1392 -1397).[тражи се извор]

## Генеалогија
|  |                                            |  |  |  |  |  |  |  |  |  |  |  |  |  |  |  |
|  | 16. Карло II Напуљски, краљ Напуља         |  |  |  |  |  |  |  |  |  |  |  |  |  |  |  |
|  |                                            |  |  |  |  |  |  |  |  |  |  |  |  |  |  |  |
|  |                                            |  |  |  |  |  |  |  |  |  |  |  |  |  |  |  |
|  | 8. Карло Мартел Анжујски, краљ Угарске     |  |  |  |  |  |  |  |  |  |  |  |  |  |  |  |
|  |                                            |  |  |  |  |  |  |  |  |  |  |  |  |  |  |  |
|  |                                            |  |  |  |  |  |  |  |  |  |  |  |  |  |  |  |
|  | 17. Марија од Угарске и Напуља             |  |  |  |  |  |  |  |  |  |  |  |  |  |  |  |
|  |                                            |  |  |  |  |  |  |  |  |  |  |  |  |  |  |  |
|  |                                            |  |  |  |  |  |  |  |  |  |  |  |  |  |  |  |
|  | 4. Карло Роберт, краљ Угарске              |  |  |  |  |  |  |  |  |  |  |  |  |  |  |  |
|  |                                            |  |  |  |  |  |  |  |  |  |  |  |  |  |  |  |
|  |                                            |  |  |  |  |  |  |  |  |  |  |  |  |  |  |  |
|  | 18. Рудолф I Хабзбуршки, краљ Римљана      |  |  |  |  |  |  |  |  |  |  |  |  |  |  |  |
|  |                                            |  |  |  |  |  |  |  |  |  |  |  |  |  |  |  |
|  |                                            |  |  |  |  |  |  |  |  |  |  |  |  |  |  |  |
|  | 9. Клементина Хабзбуршка                   |  |  |  |  |  |  |  |  |  |  |  |  |  |  |  |
|  |                                            |  |  |  |  |  |  |  |  |  |  |  |  |  |  |  |
|  |                                            |  |  |  |  |  |  |  |  |  |  |  |  |  |  |  |
|  | 19. Гертруда од Хохенберга                 |  |  |  |  |  |  |  |  |  |  |  |  |  |  |  |
|  |                                            |  |  |  |  |  |  |  |  |  |  |  |  |  |  |  |
|  |                                            |  |  |  |  |  |  |  |  |  |  |  |  |  |  |  |
|  | 2. Лајош I Анжујски, краљ Угарске          |  |  |  |  |  |  |  |  |  |  |  |  |  |  |  |
|  |                                            |  |  |  |  |  |  |  |  |  |  |  |  |  |  |  |
|  |                                            |  |  |  |  |  |  |  |  |  |  |  |  |  |  |  |
|  | 20. Казимир I, војвода Кујавске            |  |  |  |  |  |  |  |  |  |  |  |  |  |  |  |
|  |                                            |  |  |  |  |  |  |  |  |  |  |  |  |  |  |  |
|  |                                            |  |  |  |  |  |  |  |  |  |  |  |  |  |  |  |
|  | 10. Владислав I Пољски, краљ Пољске        |  |  |  |  |  |  |  |  |  |  |  |  |  |  |  |
|  |                                            |  |  |  |  |  |  |  |  |  |  |  |  |  |  |  |
|  |                                            |  |  |  |  |  |  |  |  |  |  |  |  |  |  |  |
|  | 21. Ефросинија од Ополе                    |  |  |  |  |  |  |  |  |  |  |  |  |  |  |  |
|  |                                            |  |  |  |  |  |  |  |  |  |  |  |  |  |  |  |
|  |                                            |  |  |  |  |  |  |  |  |  |  |  |  |  |  |  |
|  | 5. Елизабета Пољска                        |  |  |  |  |  |  |  |  |  |  |  |  |  |  |  |
|  |                                            |  |  |  |  |  |  |  |  |  |  |  |  |  |  |  |
|  |                                            |  |  |  |  |  |  |  |  |  |  |  |  |  |  |  |
|  | 22. Болеслав Побожни, војвода Великопољске |  |  |  |  |  |  |  |  |  |  |  |  |  |  |  |
|  |                                            |  |  |  |  |  |  |  |  |  |  |  |  |  |  |  |
|  |                                            |  |  |  |  |  |  |  |  |  |  |  |  |  |  |  |
|  | 11. Јадвига Великопољска                   |  |  |  |  |  |  |  |  |  |  |  |  |  |  |  |
|  |                                            |  |  |  |  |  |  |  |  |  |  |  |  |  |  |  |
|  |                                            |  |  |  |  |  |  |  |  |  |  |  |  |  |  |  |
|  | 23. Јоланда Пољска                         |  |  |  |  |  |  |  |  |  |  |  |  |  |  |  |
|  |                                            |  |  |  |  |  |  |  |  |  |  |  |  |  |  |  |
|  |                                            |  |  |  |  |  |  |  |  |  |  |  |  |  |  |  |
|  | 1. Марија Мађарска                         |  |  |  |  |  |  |  |  |  |  |  |  |  |  |  |
|  |                                            |  |  |  |  |  |  |  |  |  |  |  |  |  |  |  |
|  |                                            |  |  |  |  |  |  |  |  |  |  |  |  |  |  |  |
|  | 24. Пријезда I, бан Босне                  |  |  |  |  |  |  |  |  |  |  |  |  |  |  |  |
|  |                                            |  |  |  |  |  |  |  |  |  |  |  |  |  |  |  |
|  |                                            |  |  |  |  |  |  |  |  |  |  |  |  |  |  |  |
|  | 12. Стефан I Котроманић, бан Босне         |  |  |  |  |  |  |  |  |  |  |  |  |  |  |  |
|  |                                            |  |  |  |  |  |  |  |  |  |  |  |  |  |  |  |
|  |                                            |  |  |  |  |  |  |  |  |  |  |  |  |  |  |  |
|  | 25. непозната                              |  |  |  |  |  |  |  |  |  |  |  |  |  |  |  |
|  |                                            |  |  |  |  |  |  |  |  |  |  |  |  |  |  |  |
|  |                                            |  |  |  |  |  |  |  |  |  |  |  |  |  |  |  |
|  | 6. Стефан II Котроманић, бан Босне         |  |  |  |  |  |  |  |  |  |  |  |  |  |  |  |
|  |                                            |  |  |  |  |  |  |  |  |  |  |  |  |  |  |  |
|  |                                            |  |  |  |  |  |  |  |  |  |  |  |  |  |  |  |
|  | 26. Стефан Драгутин, краљ Срема            |  |  |  |  |  |  |  |  |  |  |  |  |  |  |  |
|  |                                            |  |  |  |  |  |  |  |  |  |  |  |  |  |  |  |
|  |                                            |  |  |  |  |  |  |  |  |  |  |  |  |  |  |  |
|  | 13. Јелисавета Немањић                     |  |  |  |  |  |  |  |  |  |  |  |  |  |  |  |
|  |                                            |  |  |  |  |  |  |  |  |  |  |  |  |  |  |  |
|  |                                            |  |  |  |  |  |  |  |  |  |  |  |  |  |  |  |
|  | 27. Каталина Арпад                         |  |  |  |  |  |  |  |  |  |  |  |  |  |  |  |
|  |                                            |  |  |  |  |  |  |  |  |  |  |  |  |  |  |  |
|  |                                            |  |  |  |  |  |  |  |  |  |  |  |  |  |  |  |
|  | 3. Јелисавета Котроманић                   |  |  |  |  |  |  |  |  |  |  |  |  |  |  |  |
|  |                                            |  |  |  |  |  |  |  |  |  |  |  |  |  |  |  |
|  |                                            |  |  |  |  |  |  |  |  |  |  |  |  |  |  |  |
|  | 28. Зимимсул, кнез Иновроцлава             |  |  |  |  |  |  |  |  |  |  |  |  |  |  |  |
|  |                                            |  |  |  |  |  |  |  |  |  |  |  |  |  |  |  |
|  |                                            |  |  |  |  |  |  |  |  |  |  |  |  |  |  |  |
|  | 14. Казимир II, војвода Кујавске           |  |  |  |  |  |  |  |  |  |  |  |  |  |  |  |
|  |                                            |  |  |  |  |  |  |  |  |  |  |  |  |  |  |  |
|  |                                            |  |  |  |  |  |  |  |  |  |  |  |  |  |  |  |
|  | 29. Салома од Поморја                      |  |  |  |  |  |  |  |  |  |  |  |  |  |  |  |
|  |                                            |  |  |  |  |  |  |  |  |  |  |  |  |  |  |  |
|  |                                            |  |  |  |  |  |  |  |  |  |  |  |  |  |  |  |
|  | 7. Јелисавета Пјаст Котроманић             |  |  |  |  |  |  |  |  |  |  |  |  |  |  |  |
|  |                                            |  |  |  |  |  |  |  |  |  |  |  |  |  |  |  |
|  |                                            |  |  |  |  |  |  |  |  |  |  |  |  |  |  |  |
|  | 30. непознат                               |  |  |  |  |  |  |  |  |  |  |  |  |  |  |  |
|  |                                            |  |  |  |  |  |  |  |  |  |  |  |  |  |  |  |
|  |                                            |  |  |  |  |  |  |  |  |  |  |  |  |  |  |  |
|  | 15. непозната                              |  |  |  |  |  |  |  |  |  |  |  |  |  |  |  |
|  |                                            |  |  |  |  |  |  |  |  |  |  |  |  |  |  |  |
|  |                                            |  |  |  |  |  |  |  |  |  |  |  |  |  |  |  |
|  | 31. непозната                              |  |  |  |  |  |  |  |  |  |  |  |  |  |  |  |
|  |                                            |  |  |  |  |  |  |  |  |  |  |  |  |  |  |  |
|  |                                            |  |  |  |  |  |  |  |  |  |  |  |  |  |  |  |